# 太平镇 (石门县)
太平镇，是中华人民共和国湖南省常德市石门县下辖的一个乡镇级行政单位。

## 行政区划
太平镇下辖以下地区：
太平街社区、穿山河社区、苦竹坪社区、二房坪社区、竹儿岭社区、易家湾村、曾家垭村、石水田村、梅子垭村、五里坪村、芦竹坪村、上马蹬村、茶园村、东流溪村、周家冲村、犀牛坪村、白果树村和仙台村。